# Hans-Hermann Diestel
Hans-Hermann Diestel (* 1942 in Tessin (bei Rostock)) ist ein deutscher Kapitän, Sachverständiger für Schiffsunfälle und Autor.

## Leben
Hans-Hermann Diestel erlernte ab 1957 den Beruf des Matrosen beim VEB Deutsche Seereederei Rostock (DSR). Anschließend studierte er an der Seefahrtschule Wustrow. 1963 fuhr er erstmals als Vierter Offizier auf dem Typ-IV-Schiff Schwerin. Nach einer Zeit als Vierter, Dritter und Zweiter Offizier bekam Diestel 1968 das Kapitänspatent und man bot ihm ein Schiff an. Er war der Meinung, dass er mit 26 Jahren für diese Position noch nicht ausreichend Erfahrung habe und lehnte ab. 1970 übernahm er die Schwerin als Kapitän.
Bereits als Student begann er, Seeunfalluntersuchungsberichte und Sprüche der Kaiserlichen Seeämter zu sammeln. Seit 1978 erschienen Beiträge Diestels zur Schiffssicherheit in deutschen und britischen Fachzeitschriften. Von 1985 bis 1989 war er Leiter der Seeunfalluntersuchung der DSR. Nach der politischen Wende war er als Kapitän und Verfahrensbeauftragter bei einer Bremer Reederei tätig. 2000 wurde Hans-Hermann Diestel für sein Engagement für die Schiffssicherheit mit der Seewart-Medaille geehrt. Nach seinem Ruhestand 2005 ist er weiter als Autor, Auditor, Lektor und Ausbilder für Fragen der Seemannschaft und der Schiffssicherheit tätig. Hans-Hermann Diestel lebt in Bad Doberan.

## Werke
- Schiffe im Sturm, Hinstorff Verlag, Rostock 1990, ISBN 3356002562.
- Zwischen Rostock und Rio,„Hurra, dat Seefohrn is mien Läben ...“, Hinstorff Verlag, Rostock 2001, ISBN 3356009141.
- Schiffsingenieure berichten: Geschichten von Chiefs auf Großer Fahrt, Hinstorff Verlag, Rostock 2009, ISBN 978-3-356-01337-5.
- Bootsleute erzählen, Hinstorff Verlag. Rostock 2011, ISBN 3356014544
- Seeunfälle und Schiffssicherheit in der Ostsee, Hinstorff Verlag, Rostock 2013, ISBN 3356015168.
- Seeleute berichten. Von Bomben, Fidel und Fischen, Hinstorff Verlag, Rostock 2014, ISBN 3356018221.
- Weiberröcke und Leichen: Geschichten zu Sprüchen der Seeleute und „Landeier“, Engelsdorfer Verlag, Leipzig 2015, ISBN 3957447887.
- Kapitän in zwei Welten, Engelsdorfer Verlag, Leipzig 2016, ISBN 3960083971.
- Schiffsunfälle der Deutschen Seereederei Rostock, Hinstorff Verlag, Rostock 2018, ISBN 3356021702.